# 80 Clarkson
80 Clarkson ist ein im Bau befindlicher aus zwei Hochhäusern bestehender Wohnkomplex in Manhattan in New York City, Vereinigte Staaten. Der Komplex schließt das Gebäude 570 Washington mit Seniorenwohnungen ein.

## Beschreibung
Der Komplex steht am West Side Highway im Stadtteil West Village an der Grenze zum Viertel Hudson Square. Er nimmt einen Stadtblock ein, der von der Clarkson Street, der Washington Street, der West Houston Street und der West Street als Teilabschnitt des West Side Highways begrenzt ist. Jenseits der West Street befinden sich der Hudson River Park, der Pier 40 mit seinen Sportanlagen und der Hudson River selbst. Südlicher Nachbar ist das ehemalige St. Johns Terminal, in dem Google seinen Hudson Square Campus untergebracht hat.
80 Clarkson wurde im Auftrag der Bauherren Zeckendorf Development, Atlas Capital Group und Baupost Group von den Architekturbüros COOKFOX Architects und SLCE Architects entworfen. Die Bauarbeiten begannen Ende 2023 mit den Gründungsarbeiten. Die Gebäude erreichten im Mai und Juli 2025 ihre Endhöhe. Die Baukosten werden 1,25 Milliarden US-Dollar betragen. In der Nachhaltigkeit wird eine LEED-Gold-Zertifizierung angestrebt. Die Fertigstellung ist für Dezember 2026 vorgesehen.
80 Clarkson besteht aus zwei Hochhäusern auf einem gemeinsamen vierstöckigen Sockel, der einen Innenhof mit einem Brunnen im Zentrum umschließt. Der höhere an der West Street stehende Westturm ist 149,4 Meter (490 Fuß) hoch und besitzt 45 Etagen, der kürzere Südturm an der Houston Street ist mit 37 Etagen 128 Meter (420 Fuß) hoch. Beide Wohntürme haben zahlreiche Rücksprünge und Absätze, auf denen zum Teil begrünte Terrassen angelegt sind. Die Fassaden bestehen aus raumhohen quadratischen Fenstern und Kalksteinplatten. Die Wohnanlage bietet 112 Eigentumswohnungen, 3400 m² Einzelhandelsfläche im Erdgeschoss und 69 private Parkplätze. Den Bewohnern werden unter anderem ein Fitnesscenter, ein Innenpool und ein Spa zur Verfügung stehen.
Im zum Bauprojekt gehörenden 17-stöckigen, mit 80 Clarkson baulich verbundenen und im selben Stil errichteten Gebäude 570 Washington an der Washington Street sind 169 mietgeminderte Seniorenwohnungen untergebracht.